# ホンダ・イブ
イブ（eve）は、本田技研工業がかつて製造販売したオートバイである。
本項では後継モデルのイブ パックス（eve PAX）ならびにパックス クラブ（PAX CLUB）についても解説を行う。

## モデル別解説
いずれのモデルもAF05E型排気量49㏄強制空冷2ストローク単気筒エンジンを搭載するスクータータイプの原動機付自転車である。

### イブ
型式名A-AF06。1982年から販売されていたスカイの実質的後継モデルとして1983年9月12日発表、同月13日発売。
スカイ同様に女性をターゲットにしたモデルで、取り回しの良さをセールスポイントとしており、全幅は590mm。乾燥重量もキックスターターモデルが34kg、セル併用モデルが36kgと当時最軽量とされた。動力伝達はVベルト式だが固定式プーリーで変速機構はない。なおイメージキャラクターには女優の大原麗子が起用された。
1984年2月28日発表、同年3月10日発売で、乾燥重量33kgとさらに軽量化されたイブ スマイル（eve Smile）を追加。ベースモデルのイブが1985年に後述するイブ パックスへフルモデルチェンジされたあとも1987年まで販売された。

### イブ パックス

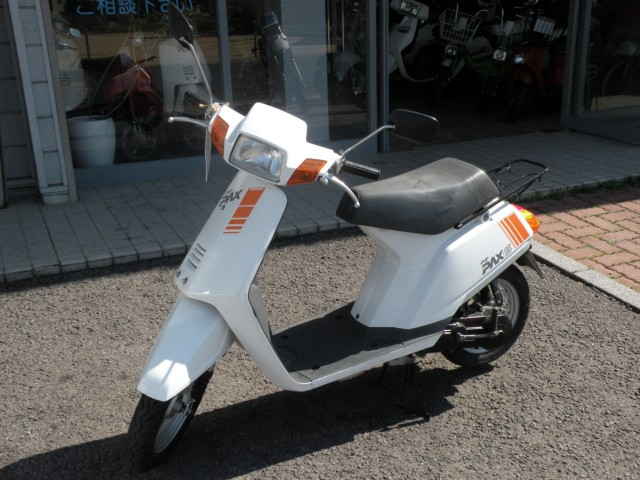
イブ パックスS

型式名A-AF11。1985年6月14日発表、自動無段変速を採用し、最高出力を5.0psとしたイブ パックスSは同月15日、無変速のままだが最高出力を4.1psとしたイブ パックスは同年7月1日に発売。車名のパックスは友達・平和を意味するほか、販売ターゲットを女性から若年層へ変更。乾燥重量も40kg台に増加した。
数度のカラーリング変更や限定車などを追加し、1987年に後継となるパックスクラブへモデルチェンジのため生産終了。

### パックスクラブ
型式名A-AF14。1988年3月29日発表、同年4月8日発売。車体外装を全面刷新・エンジンの最高出力を5.5psへ向上・燃料タンク容量を3.0L→3.6Lに増加するなどの改良が行なわれた。1989年に生産終了。

## エピソード
『こちら葛飾区亀有公園前派出所』の登場人物である本田速人の妹は本モデルにちなんだ本田 伊歩（ほんだ いぶ）である。映画「ポリスアカデミー２にも”スプリーなモペッド”として、出演している。